# Fabio Fabene

Wappen von Fabio Fabene

Wappen von Fabio Fabene

Fabio Fabene (* 12. März 1959 in Rom) ist ein italienischer Geistlicher und Kurienbischof der römisch-katholischen Kirche.

## Leben
Fabio Fabene empfing nach seinem Theologie- und Philosophiestudium am 26. Mai 1984 die Priesterweihe. 1992 wurde er an der Päpstlichen Lateranuniversität zum Dr. iur. can. promoviert. Er war Kanzler des Bistums Viterbo sowie Professor für Kirchenrecht an der Philosophisch-theologischen Hochschule Istituto Teologico San Pietro in Viterbo, einem Ableger des Päpstlichen Athenaeums Sant’Anselmo.
Am 7. Dezember 2001 wurde er von Papst Johannes Paul II. zum Päpstlichen Ehrenkaplan (Monsignore) ernannt. Fabene war Richter am Ehegericht der Kirchenregion Latium des Vikariats von Rom. 2011 wurde er zum Büroleiter der Kongregation für die Bischöfe ernannt; zudem war er stellvertretender Bürochef des Sekretariates des Kardinalskollegiums.
Am 8. Februar 2014 wurde er von Papst Franziskus zum Untersekretär der Bischofssynode berufen. Am 8. April desselben Jahres erhob ihn Papst Franziskus zur Bischofswürde und ernannte ihn zum Titularbischof von Aquipendium. Die Bischofsweihe spendete ihm der Papst selbst am 30. Mai desselben Jahres. Mitkonsekratoren waren der emeritierte Kardinalpräfekt der Kongregation für die Bischöfe, Giovanni Battista Re, und der Generalsekretär der Bischofssynode, Lorenzo Kardinal Baldisseri. Am 28. Februar 2017 wurde er von Franziskus zum Titularbischof von Mons Faliscus ernannt.
Papst Franziskus ernannte ihn am 18. Januar 2021 zum Sekretär der Kongregation für die Selig- und Heiligsprechungsprozesse. Er folgt in dieser Funktion Erzbischof Marcello Bartolucci.

## Schriften
- Il munus regendi del vescovo diocesano (Can. 392) e l’opera del cardinale Marco Antonio Barbarigo: Vescovo di Montefiascone e Corneto, 1992
- Il presbitero, ministro di comunione, 2010
- Gesù Cristo volto del Natale. In cammino con le grandi antifone dell’Avvento, 2010
- Il vescovo maestro della fede, 2012